# سيات توليدو I

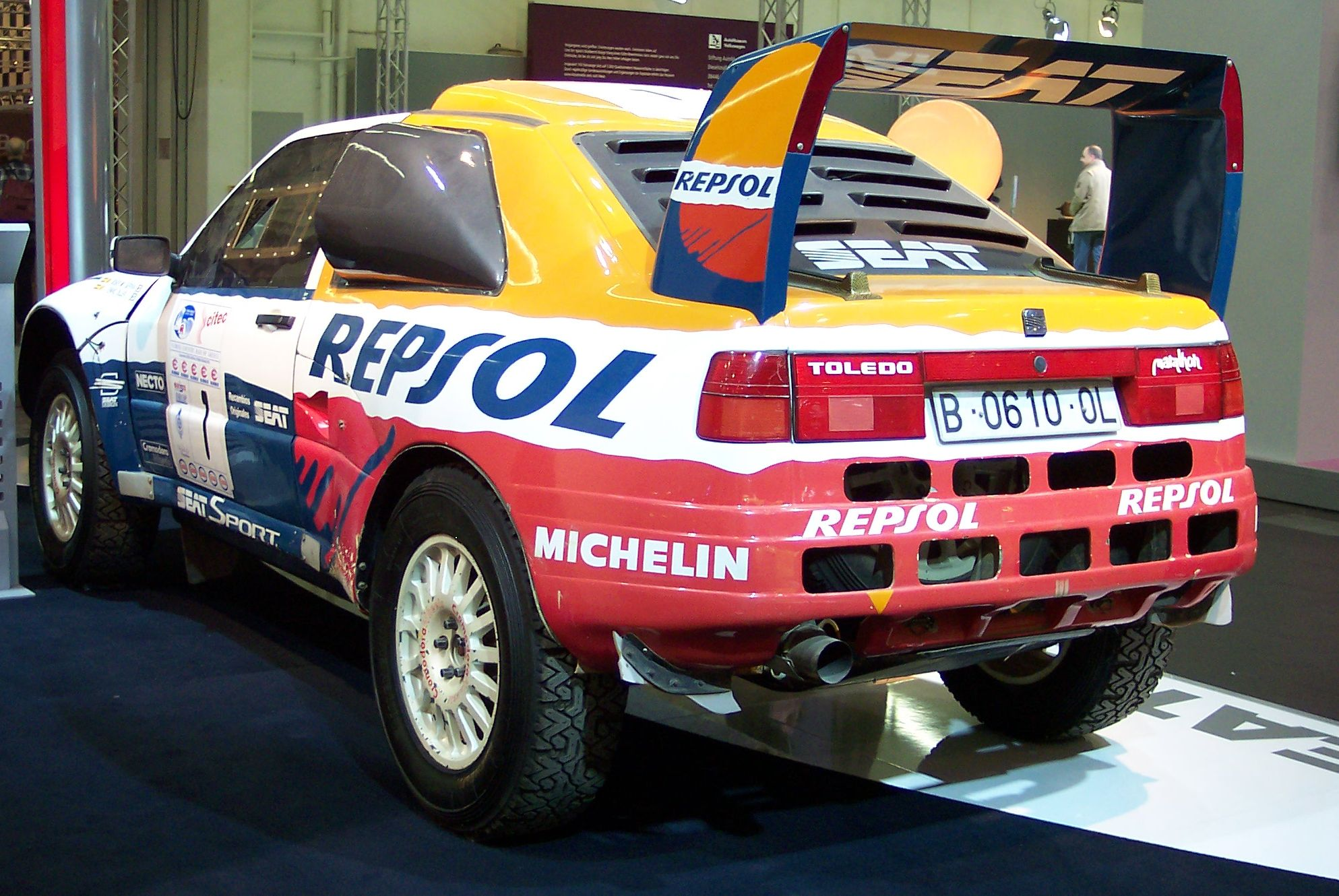

سيات توليدو I  هي سيارة عائلية للمجموعة الدولية سيات، وقد بدأ إنتاجها سنة 1991 وانتهى في 1998.